# サン＝マルス＝ド＝クテ
サン＝マルス＝ド＝クテ （Saint-Mars-de-Coutais）は、フランス、ペイ・ド・ラ・ロワール地域圏、ロワール＝アトランティック県のコミューン。

## 地理

県におけるサン＝マール＝ド＝クテの位置

サン＝マルス＝ド＝クテは、歴史的なブルターニュの一部である。伝統的な地方区分ではペイ・ド・レに、歴史的な地方区分ではペイ・ナンテに属している。コミューンはグランリュー湖の西側にあり、ナントの南西およそ20kmのところにある。
1999年にINSEEがまとめた順位表によれば、サン＝マルス＝ド＝クテは都市圏に含まれた農村型コミューンで、ナント都市圏の一部である。

## 由来
サン＝マルス＝ド＝クテの名称は、1150年にラテン語のつづりSanctus Medardusで記されたことで証明されている。
ノワイヨンのメダールが教区の守護聖人である。12世紀に書かれた文書はおそらく高貴な身分の男性が書いたと推測され、そこでは地名がWillelmus de Sancto Menardo de Cotexとなっている。
一部の地名学研究者によれば、Coutaisはラテン語のCosta（丘陵）または古いブルトン語で森を意味するcoatからきているという。

## 歴史
サン＝マルスのマノワールは15世紀につくられた建物である。それはトゥニュ川の往来を監視するため川沿いに建てられた。
ヴァンデ戦争中のサン＝マルス＝ド＝クテは、ペイ・ド・レの他の地と同様、ヴァンデ軍側に味方した。地元の大地主、ピエール・シュザンヌ・リュカ・ド・ラ・シャンピオネールは、クテのマノワールの所有者であり、フランソワ・ド・シャレットの友で、ヴァンデ反乱の回顧録の筆者であった。バス・クールの農場に逃れた後、彼の両親と2人の姉妹はアンジューのカトリック王党軍に加わった。4人は全員、1793年のヴィレ・ド・ガレルヌ（fr、ロワールを越えた王党軍の遠征。敗走のすえ共和国軍に追われて壊滅した）のさなかに亡くなった。

## 人口統計
| 1962年 | 1968年 | 1975年 | 1982年 | 1990年 | 1999年 | 2006年 | 2011年 |
| ------ | ------ | ------ | ------ | ------ | ------ | ------ | ------ |
| 1235   | 1231   | 1266   | 1518   | 1744   | 1859   | 2404   | 2558   |

参照元:1999年までEHESS/Cassini、2004年以降INSEE

## ゆかりの人物
- ピエール・フィリップ・ジロドー（fr:Pierre-Philippe Giraudeau） - パリ外国宣教会の宣教師で、チベットで活動した。